# Eduardo Astengo
Eduardo Astengo (15 agosto 1905 – 3 dicembre 1969) è stato un calciatore peruviano.

## Carriera
In carriera, Astengo giocò per l'Universitario e per il Perù col quale prese parte al Mondiale 1930 giocando la partita contro i futuri campioni del mondo dell'Uruguay.